# أنغا نيسن
أنغا نيسن (بالدنماركية: Anja Nissen؛ بالإنجليزية: Anja Nissen) هي مغنية وكاتبة أغاني وممثلة دنماركية وأسترالية، ولدت في 6 نوفمبر 1995 في الجبال الزرقاء في أستراليا.

## وصلات خارجية
- الموقع الرسمي
- أنغا نيسن على موقع IMDb (الإنجليزية)
- أنغا نيسن على موقع ميوزك برينز (الإنجليزية)
- أنغا نيسن على موقع أول موفي (الإنجليزية)
- أنغا نيسن على موقع أول ميوزيك (الإنجليزية)
- أنغا نيسن على موقع ديسكوغز (الإنجليزية)